# Governatori delle Isole italiane dell'Egeo
I governatori delle Isole italiane dell'Egeo dall'occupazione nel 1912, al 1922 (costituzione della colonia a seguito del trattato di Sèvres) fino al 1945 (fine dell'occupazione tedesca) furono i seguenti.
Fino al 1929 il possedimento aveva la denominazione di Dodecaneso italiano.

## Lista

### Comandanti
In occasione della Guerra italo-turca, l'Italia aveva occupato il Dodecaneso, allora soggetto alla sovranità dell'Impero ottomano. Con il Primo Trattato di Losanna del 1912, l'Italia otteneva il riconoscimento della sovranità sulla Tripolitania e sulla Cirenaica e avrebbe rinunciato al Dodecaneso nel caso in cui fossero cessati gli atti di ostilità nei territori acquisiti. Il mancato verificarsi di tale condizione legittimò il protrarsi della sovranità italiana sul Dodecaneso, poi riconosciuta definitivamente con il Trattato di Sèvres, che riconobbe altresì la sovranità italiana su Castelrosso.
| Governatore | Governatore           | Inizio            | Fine              |
| ----------- | --------------------- | ----------------- | ----------------- |
|             | Giovanni Ameglio      | 5 maggio 1912     | 14 ottobre 1913   |
|             | Ferruccio Trombi      | 15 ottobre 1913   | 8 novembre 1913   |
|             | Francesco Marchi      | 9 novembre 1913   | 26 aprile 1914    |
|             | Giovanni Croce        | 27 aprile 1914    | 26 marzo 1917     |
|             | Vittorio Elia         | 27 maggio 1917    | 15 dicembre 1919  |
|             | Achille Porta         | 15 dicembre 1919  | 6 agosto 1920     |
|             | Carlo Senni           | 7 agosto 1920     | 16 settembre 1920 |
|             | Felice Maiassa        | 17 settembre 1920 | 16 agosto 1921    |
|             | Alessandro De Bosdari | 17 agosto 1921    | 15 novembre 1922  |

### Governatori
| Governatore | Governatore            | Inizio           | Fine              |
| ----------- | ---------------------- | ---------------- | ----------------- |
|             | Mario Lago             | 16 novembre 1922 | 2 dicembre 1936   |
|             | Cesare Maria De Vecchi | 2 dicembre 1936  | 10 dicembre 1940  |
|             | Ettore Bastico         | 10 dicembre 1940 | 14 luglio 1941    |
|             | Inigo Campioni         | 14 luglio 1941   | 18 settembre 1943 |

- A seguito dell'occupazione tedesca e della rimozione di Inigo Campioni, come rappresentante della sovranità italiana sulle isole egee da parte della Repubblica Sociale Italiana restò il vice-governatore, Iginio Ugo Faralli (dal 18 settembre 1943 al 7 maggio 1945), con limitati poteri civili.
- Con l'occupazione britannica il presidente della Commissione per gli interessi italiani nel Dodecaneso fu Antonio Macchi, già podestà di Rodi, fino alla cessione alla Grecia nel 1947.